# Amyloporiella
Amyloporiella is een monotypisch geslacht van schimmels behorend tot de familie Polyporaceae. Het geslacht omvat slechts een soort, namelijk Amyloporiella saxonica.